# 134公里號誌站
134公里號誌站（K134）是位於台灣苗栗縣造橋鄉台13甲線旁，是臺灣鐵路管理局臺中線已廢除的鐵路號誌站。位於舊里程基隆起點134公里處，因此得名。

## 車站構造
- 原正線西側設置交會線，軌道大約是新線的東正線位置。
- 往北和往南皆為單線。

## 利用狀況
- 已廢止。

## 車站週邊
- 穿月生態園區
  - 見返坂隧道 （已廢止隧道，又稱西坑尾隧道、穿月隧道）
  - 造橋隧道（已廢止隧道，又稱西坑尾隧道）
- 香格里拉樂園（页面存档备份，存于）
- 豐富隧道

## 歷史
- 台中線原為單線，1976年8月30日設置此號誌站作為列車調度交會之用。
- 1991年11月15日發生1006次自強號ATS故障超速，與1次莒光號列車側撞，造成30人喪生，一百多人受傷的重大事故。相關單位決定將造橋豐富段改線，開闢新線及開鑿新造橋隧道（後命名為豐富隧道）通車後，停用134號誌站和造橋隧道。
- 1994年7月竹南至造橋、1994年10月豐富至苗栗路段分別完成雙軌通車。
- 為配合造橋至豐富路段雙軌工程施工，134公里號誌站於1996年6月13日廢止。
- 原號誌站所在路基今已變成台13甲線替代道路。